# North Norfolk
North Norfolk este un district ne-metropolitan situat în Regatul Unit, în comitatul Norfolk din regiunea East, Anglia.

## Orașe din cadrul districtului
- Beeston Regis
- Aylsham
- Cromer
- Fakenham
- North Walsham
- Sheringham
- Wells-next-the-Sea

## Vedeți și
- Listă de orașe din Regatul Unit